# MLS Cup 2018

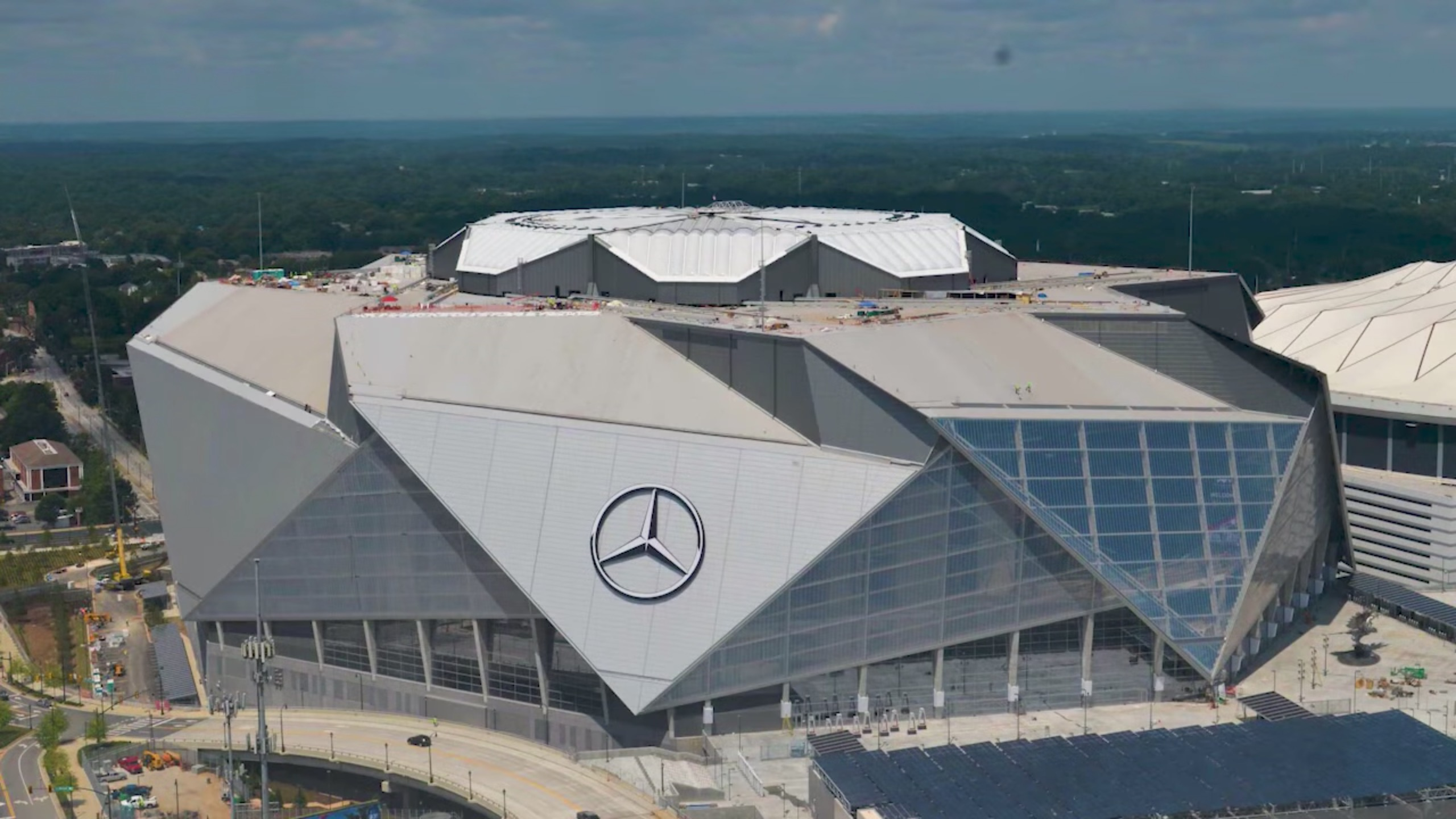
Mercedes-Benz Stadium, sede de la final.

La MLS Cup 2018 fue la vigésimo tercera final de la MLS Cup de la Major League Soccer de los Estados Unidos y Canadá. El partido se jugó el 8 de diciembre en el Mercedes-Benz Stadium en Atlanta, Georgia, Estados Unidos. El encuentro fue protagonizado entre el Atlanta United FC y el Portland Timbers.
Atlanta, en su segunda temporada en la MLS, clasificó a los playoffs en segundo lugar de la conferencia este, derrotando al New York City FC y a New York Red Bulls en los playoffs. Por otro lado, Portland clasificó en el quinto lugar de la conferencia oeste, y derrotó al FC Dallas y a los Seattle Sounders FC para llegar a la final. 
Atlanta United ganó su primera MLS Cup, luego de derrotar a Portland por 2 goles a 0, ante una asistencia récord de 73.019 espectadores. Como ganadores, aseguraron su participación en la Liga de Campeones de la Concacaf 2019. Además, Atlanta será el anfitrión de la Campeones Cup 2019, donde se enfrentará al Campeón de Campeones del fútbol mexicano. 

## El partido
| 1     | POR   | Brad Guzan             |       |
| 18    | DEF   | Jeff Larentowicz       |       |
| 3     | DEF   | Michael Parkhurst      |       |
| 5     | DEF   | Leandro González Pirez |       |
| 2     | DEF   | Franco Escobar         |       |
| 4     | DEF   | Greg Garza             | 90+2' |
| 6     | MED   | Darlington Nagbe       |       |
| 11    | MED   | Eric Remedi            |       |
| 24    | MED   | Julian Gressel         |       |
| 7     | DEL   | Josef Martínez         | 76'   |
| 10    | DEL   | Miguel Almirón         | 90+1' |
| D. T. | D. T. | Gerardo Martino        |       |

| 1     | POR   | Jeff Attinella    |     |
| 16    | DEF   | Zarek Valentin    |     |
| 33    | DEF   | Larrys Mabiala    |     |
| 24    | DEF   | Liam Ridgewell    |     |
| 4     | DEF   | Jorge Villafaña   |     |
| 21    | MED   | Diego Chará       |     |
| 20    | MED   | David Guzmán      | 82' |
| 11    | MED   | Andy Polo         | 68' |
| 8     | MED   | Diego Valeri      |     |
| 10    | MED   | Sebastián Blanco  |     |
| 17    | DEL   | Jeremy Ebobisse   | 59' |
| D. T. | D. T. | Giovanni Savarese |     |

| 15 | Delantero      | Héctor Villalba | 76'   |
| 8  | Centrocampista | Ezequiel Barco  | 90+1' |
| 16 | Delantero      | Chris McCann    | 90+4' |

| 26 | Delantero | Lucas Melano    | 59' |
| 27 | Delantero | Dairon Asprilla | 67' |
| 2  | Defensa   | Alvas Powell    | 82' |

| 39' · 54' | Josef Martínez Franco Escobar | 1 - 0 2 - 0 |

| 90+4' | Chris McCann |

| 80' | Diego Chará |

| Principal  | Alan Kelly      |
| Asistentes | Ian Anderson    |
|            | Eric Weisbrod   |
| Cuarto     | Nima Saghafi    |
| Quinto     | Kathryn Nesbitt |

| VAR            | Chris Penso   |
| Asistentes VAR | Thomas Supple |

| 1     | POR   | Brad Guzan             |       |
| 18    | DEF   | Jeff Larentowicz       |       |
| 3     | DEF   | Michael Parkhurst      |       |
| 5     | DEF   | Leandro González Pirez |       |
| 2     | DEF   | Franco Escobar         |       |
| 4     | DEF   | Greg Garza             | 90+2' |
| 6     | MED   | Darlington Nagbe       |       |
| 11    | MED   | Eric Remedi            |       |
| 24    | MED   | Julian Gressel         |       |
| 7     | DEL   | Josef Martínez         | 76'   |
| 10    | DEL   | Miguel Almirón         | 90+1' |
| D. T. | D. T. | Gerardo Martino        |       |

| 1     | POR   | Jeff Attinella    |     |
| 16    | DEF   | Zarek Valentin    |     |
| 33    | DEF   | Larrys Mabiala    |     |
| 24    | DEF   | Liam Ridgewell    |     |
| 4     | DEF   | Jorge Villafaña   |     |
| 21    | MED   | Diego Chará       |     |
| 20    | MED   | David Guzmán      | 82' |
| 11    | MED   | Andy Polo         | 68' |
| 8     | MED   | Diego Valeri      |     |
| 10    | MED   | Sebastián Blanco  |     |
| 17    | DEL   | Jeremy Ebobisse   | 59' |
| D. T. | D. T. | Giovanni Savarese |     |

| 15 | Delantero      | Héctor Villalba | 76'   |
| 8  | Centrocampista | Ezequiel Barco  | 90+1' |
| 16 | Delantero      | Chris McCann    | 90+4' |

| 26 | Delantero | Lucas Melano    | 59' |
| 27 | Delantero | Dairon Asprilla | 67' |
| 2  | Defensa   | Alvas Powell    | 82' |

| 39' · 54' | Josef Martínez Franco Escobar | 1 - 0 2 - 0 |

| 90+4' | Chris McCann |

| 80' | Diego Chará |

| Principal  | Alan Kelly      |
| Asistentes | Ian Anderson    |
|            | Eric Weisbrod   |
| Cuarto     | Nima Saghafi    |
| Quinto     | Kathryn Nesbitt |

| VAR            | Chris Penso   |
| Asistentes VAR | Thomas Supple |

| 1     | POR   | Brad Guzan             |       |
| 18    | DEF   | Jeff Larentowicz       |       |
| 3     | DEF   | Michael Parkhurst      |       |
| 5     | DEF   | Leandro González Pirez |       |
| 2     | DEF   | Franco Escobar         |       |
| 4     | DEF   | Greg Garza             | 90+2' |
| 6     | MED   | Darlington Nagbe       |       |
| 11    | MED   | Eric Remedi            |       |
| 24    | MED   | Julian Gressel         |       |
| 7     | DEL   | Josef Martínez         | 76'   |
| 10    | DEL   | Miguel Almirón         | 90+1' |
| D. T. | D. T. | Gerardo Martino        |       |

| 1     | POR   | Jeff Attinella    |     |
| 16    | DEF   | Zarek Valentin    |     |
| 33    | DEF   | Larrys Mabiala    |     |
| 24    | DEF   | Liam Ridgewell    |     |
| 4     | DEF   | Jorge Villafaña   |     |
| 21    | MED   | Diego Chará       |     |
| 20    | MED   | David Guzmán      | 82' |
| 11    | MED   | Andy Polo         | 68' |
| 8     | MED   | Diego Valeri      |     |
| 10    | MED   | Sebastián Blanco  |     |
| 17    | DEL   | Jeremy Ebobisse   | 59' |
| D. T. | D. T. | Giovanni Savarese |     |

| 15 | Delantero      | Héctor Villalba | 76'   |
| 8  | Centrocampista | Ezequiel Barco  | 90+1' |
| 16 | Delantero      | Chris McCann    | 90+4' |

| 26 | Delantero | Lucas Melano    | 59' |
| 27 | Delantero | Dairon Asprilla | 67' |
| 2  | Defensa   | Alvas Powell    | 82' |

| 39' · 54' | Josef Martínez Franco Escobar | 1 - 0 2 - 0 |

| 90+4' | Chris McCann |

| 80' | Diego Chará |

| Principal  | Alan Kelly      |
| Asistentes | Ian Anderson    |
|            | Eric Weisbrod   |
| Cuarto     | Nima Saghafi    |
| Quinto     | Kathryn Nesbitt |

| VAR            | Chris Penso   |
| Asistentes VAR | Thomas Supple |

| 1     | POR   | Brad Guzan             |       |
| 18    | DEF   | Jeff Larentowicz       |       |
| 3     | DEF   | Michael Parkhurst      |       |
| 5     | DEF   | Leandro González Pirez |       |
| 2     | DEF   | Franco Escobar         |       |
| 4     | DEF   | Greg Garza             | 90+2' |
| 6     | MED   | Darlington Nagbe       |       |
| 11    | MED   | Eric Remedi            |       |
| 24    | MED   | Julian Gressel         |       |
| 7     | DEL   | Josef Martínez         | 76'   |
| 10    | DEL   | Miguel Almirón         | 90+1' |
| D. T. | D. T. | Gerardo Martino        |       |

| 1     | POR   | Jeff Attinella    |     |
| 16    | DEF   | Zarek Valentin    |     |
| 33    | DEF   | Larrys Mabiala    |     |
| 24    | DEF   | Liam Ridgewell    |     |
| 4     | DEF   | Jorge Villafaña   |     |
| 21    | MED   | Diego Chará       |     |
| 20    | MED   | David Guzmán      | 82' |
| 11    | MED   | Andy Polo         | 68' |
| 8     | MED   | Diego Valeri      |     |
| 10    | MED   | Sebastián Blanco  |     |
| 17    | DEL   | Jeremy Ebobisse   | 59' |
| D. T. | D. T. | Giovanni Savarese |     |

| 15 | Delantero      | Héctor Villalba | 76'   |
| 8  | Centrocampista | Ezequiel Barco  | 90+1' |
| 16 | Delantero      | Chris McCann    | 90+4' |

| 26 | Delantero | Lucas Melano    | 59' |
| 27 | Delantero | Dairon Asprilla | 67' |
| 2  | Defensa   | Alvas Powell    | 82' |

| 39' · 54' | Josef Martínez Franco Escobar | 1 - 0 2 - 0 |

| 90+4' | Chris McCann |

| 80' | Diego Chará |

| Principal  | Alan Kelly      |
| Asistentes | Ian Anderson    |
|            | Eric Weisbrod   |
| Cuarto     | Nima Saghafi    |
| Quinto     | Kathryn Nesbitt |

| VAR            | Chris Penso   |
| Asistentes VAR | Thomas Supple |

|                                   |
| Bandera del Estado de Georgia     |
| Campeón Atlanta United 1.° título |